# John Prescott
John Leslie Prescott, Baron Prescott (Prestatyn, 31 mei 1938 – 20 november 2024) was een Brits politicus van de Labour Party.
Prescott was tussen 1994 en 2007 een van de belangrijkste politici van de Labour Party en was vice-leider van de Labour Party onder Tony Blair. Prescott had zitting in de kabinetten Blair I, II en III; dus gedurende de gehele kabinetsperiode van 1997 tot 2007. Hij was vicepremier van 1997 tot 2007, First Secretary of State van 2001 tot 2007, minister van Regionale Zaken van 1997 tot 2001 en minister van Transport en minister van Milieu van 1997 tot 2001.
Prescott was een vakbondsbestuurder van beroep en werkte voor de National Union of Seamen (Vakbond van Zeelieden) van 1963 tot 1970. Daarna zat hij veertig jaar in het Lagerhuis en vervolgens het Hogerhuis. In 1994 streed hij om het leiderschap van Labour met Tony Blair en Margareth Beckett. Hij steunde Blairs streven om Clause IV over de nationalisatie van de zware industrie uit het beginselprogramma te schrappen, om zo de partij aanvaardbaarder te maken voor middengroepen. Van 1997 tot 2007 was hij vice-premier onder Blair, in combinatie met enige ministersposten. Daarna vertrok hij met een baronstitel naar het Hogerhuis.

Prescott overleed op 20 november 2024 op 86-jarige leeftijd.